# 크리스티안 블룸멘펠트
크리스티안 블룸멘펠트(노르웨이어: Kristian Blummenfelt, 1994년 2월 14일~)는 노르웨이의 트라이애슬론 선수이다. 2020년 하계 올림픽에서 남자 개인전 금메달을 획득했으며 세계 선수권 대회에서 1회 우승했다.